# Steven Dubois
Steven Dubois (ur. 1 maja 1997 w Terrebonne) – kanadyjski łyżwiarz szybki specjalizujący się w short tracku, mistrz i multimedalista olimpijski z Pekinu 2022.

## Wyniki

### Igrzyska olimpijskie
| Rok  | Gospodarz | 500 m | 1500 m | sztafeta mężczyzn | sztafeta mieszana |
| ---- | --------- | ----- | ------ | ----------------- | ----------------- |
| 2022 | Pekin     | brąz  | srebro | złoto             | 6                 |

### Mistrzostwa świata
| Rok  | Gospodarz | 500 m | 1000 m | 1500 m | sztafeta | wielobój |
| ---- | --------- | ----- | ------ | ------ | -------- | -------- |
| 2019 | Sofia     | 19    | 18     | 4      | —        | 9        |
| 2021 | Dordrecht | 14    | 19     | 20     | 5        | 16       |

### Mistrzostwa świata juniorów
| Rok  | Gospodarz | sztafeta | wielobój |
| ---- | --------- | -------- | -------- |
| 2016 | Sofia     | 11       | 6        |